# 히요시촌 (에히메현 기타우와군)
히요시촌(日吉村)은 에히메현 난요지방에 있던 촌이다. 합병으로 기호쿠정의 일부가 되었다.

## 지리
에히메현의 남부 고치현 경계에 접하는 산촌이다. 우와지마시 중심부에서 북동쪽으로 35km.

## 역사
- 1889년 12월 15일 - 정촌제 시행에 수반해 히요시촌이 성립하였다.
- 2005년 1월 1일 - 기타우와군 히로미촌과 합병해 기호쿠정이 성립하였다. 동일 히요시촌은 폐지되었다.

## 교통

### 도로
- 국도 197호선
- 국도 320호선